# 앨리슨 래퍼
앨리슨 래퍼(Alison Lapper, 1965년 4월 7일 ~ )는 영국의 화가이다.
해표지증(phocomelia)으로 인한 기형으로 인해 두 팔을 갖지 않은 상태로 태어나 부모에게 버림받고 보육원에서 길러졌으며 앨리슨 래퍼란 이름도 보육원의 원장으로부터 받았다. 현재는 구족화가로서 활발하게 활동하고 있다.
과거 활동 당시에는 정상인의 몸을 주제로 활동했으나 밀로의 비너스를 보고 후에 자신의 몸을 주제로 활동하고 있다. '나의 장애는 내 인생에는 장애가 되지 않았다'라는 말로 대중의 잘못된 편견을 깼으며, 동시에 아름다운 여성의 상징이 되기도 하였다. 또한 "나는 행복한 사람이다. 내 아들이 건강하게 태어나 멋지게 커 가고 있기 때문이다."라며 자신에게 주어진 행복에 감사하며 살고 있다.

## 서훈
- 2003년 대영 제국 훈장 5등급(MBE)

## 같이 보기
- 구족회화